# 45692 Poshyachinda
45692 Poshyachinda este o planetă minoră (asteroid), cu un diametru de 4,055 km, din centura de asteroizi. A fost descoperită pe 4 martie 2000 la Catalina Station⁠(d) de Catalina Sky Survey. 
Obiectul prezintă o orbită caracterizată de o semiaxă mare de 2,675824432711 UAi, o excentricitate de 0,16177604794599, o înclinație de 10,686889091221 ° în raport cu ecliptica.